# Sarà migliore
Sarà migliore - La musica di Vasco è una raccolta dei maggiori successi della parte iniziale della carriera del cantautore italiano Vasco Rossi. La raccolta è stata pubblicata nel 2003 dalla Carosello, la precedente casa discografica di Vasco Rossi, prima che questo firmasse per la EMI. Uscì anche allegata alla nota rivista TV Sorrisi e Canzoni nel 2003.
La raccolta, non ufficiale, contiene l'omonimo inedito, una demo registrata nel 1983 di una canzone scritta per un altro cantante, Valentino. A realizzarne un'ulteriore versione sarà Fiordaliso nel 1985.

## Tracce
CD 1
1. Sarà migliore
2. Splendida giornata
3. Deviazioni
4. Fegato, fegato spappolato
5. Dormi, dormi
6. Brava Giulia
7. La noia
8. T'immagini
9. Lunedì
10. Bollicine
11. Giocala
12. Blasco Rossi
13. C'è chi dice no

CD 2
1. Credi davvero
2. Colpa d'Alfredo
3. Va bene, va bene così
4. Domani sì, adesso no
5. Toffee
6. Una canzone per te
7. Ogni volta
8. Vado al massimo
9. Cosa succede in città
10. Non mi va
11. Vita spericolata
12. Siamo solo noi
13. Albachiara